# Нестерова Софія Ігорівна
Софія Нестерова (нар. 21 серпня 2003, Дніпро, Україна) — українська фігуристка, що виступає у парному спортивному фігурному катанні з Артемом Даренським.  Майстер спорту України.
Бронзова призерка III зимових юнацьких Олімпійських ігор 2020 в командних змаганнях, дворазова чемпіонка України в парному катанні (2017/2018; 2018/2019), дворазова чемпіонка України серед юніорів (2017, 2018).
Учасниця чемпіонатів світу та етапів Гран-прі серед юніорів.
У січні 2020 року була дискваліфікована зі змагань за вживання допінгу.

## Біографія
Софія народилася 21 серпня 2003 року у Дніпрі.
Учениця Дніпровської загальноосвітньої школи № 120. Вихованка Комунального позашкільного навчального закладу «Міська дитячо-юнацька спортивна школа із зимових видів спорту» Дніпровської міської ради. Перший тренер — Лілія Батутіна.

## Спортивна кар'єра
Почала свій шлях у фігурному катанні в 2007 році, коли їй було 4 роки.

### Жіноче одиночне катання
Свої виступи на всеукраїнських змаганнях Софія розпочала у сезоні 2010—2011, коли брала участь у Фінал Кубка України у дисципліні жіноче одиночне катання. З результатом 38,78 балів, вона посіла друге місце.
Усього Софія провела 4 сезони у даній дисципліні 2010-2011, 2015-16, 2016-2017, 2017-2018.
У 2017 році вона двічі брала участь у етапах Гран-прі серед юніорів, де посіла 8 місце та 12.

### Спортивні пари
У 2016 році вона перейшла в спортивне парне катання. Її першим партнером у сезоні 2016-2017 став Денис Стрекалін (який потім став виступати за збірну Франції).
З 2017 року по 2020 роки вона виступала у парі з Артемом Даренським.
Вони двічі ставали чемпіонами України (у 2017 та 2018 роках), двічі чемпіони України серед юніорів (2017 – 2018) та бронзові призери чемпіонату України (2019/20).
Міжнародний дебют Нестерової та Даренського відбувся на Кубку Торуні у Польщі, який проходив з 30 січня по 4 лютого 2018. З результатом 117,31 бали (40,74 після короткої та 76,57 після довільної програми) їх пара виграла бронзову нагороду.  5 - 11 березня 2018 року вони брали участь у Чемпіонаті світу серед юніорів 2018 року у Софії, Болгарія, і зайняли 14-е місце у загальному заліку з сумою балів 117,73.
За три сезони участі у міжнародних змаганнях, їх найкращим результатом є третє місце на III зимових юнацьких Олімпійських іграх 2020 в змішаній команді «Team Vision».

## Спортивні досягнення

### В парі з Артемом Даренським
| Міжнародні юніорські змагання               | Міжнародні юніорські змагання | Міжнародні юніорські змагання | Міжнародні юніорські змагання |
| Змагання/Сезон                              | 2017/18                       | 2018/19                       | 2019/20                       |
| ------------------------------------------- | ----------------------------- | ----------------------------- | ----------------------------- |
| Зимові юнацькі Олімпійські ігри             |                               |                               | 7                             |
| Чемпіонати світу серед юніорів              | 14                            | 8                             |                               |
| Етапи юніорського Гран-Прі: JGP Austria     |                               | 5                             |                               |
| Етапи юніорського Гран-Прі: JGP Czech Skate |                               | 8                             |                               |
| Етапи юніорського Гран-Прі: JGP Poland      |                               |                               | 10                            |
| Етапи юніорського Гран-Прі: JGP Croatia     |                               |                               | 12                            |
| Національні змагання                        |                               |                               |                               |
| Чемпіонати України                          | 1                             | 1                             | 3                             |
| Чемпіонати України серед юніорів            | 1                             | 1                             |                               |

## Найкращі результати за сезонами

### Жіноче одиночне катання
| Сезон | 10-11 | 15-16  | 16-17 | 17-18  |
| ----- | ----- | ------ | ----- | ------ |
| Бали  | 38.78 | 118.06 | 165.2 | 136.03 |

### В парі з Артемом Даренським
| Сезон | 17–18  | 18-19  | 19–20  |
| ----- | ------ | ------ | ------ |
| Бали  | 128.38 | 140.88 | 141.53 |

## Зовнішні посилання
- Софія Нестерова та Артем Даренський на сайті Міжнародного союзу ковзанярів
- Софія Нестерова на сайті skateukraine.org
- Софія Нестерова та Артем Даренський на сайті skateukraine.org